# Hospital Universitario Virgen del Rocío

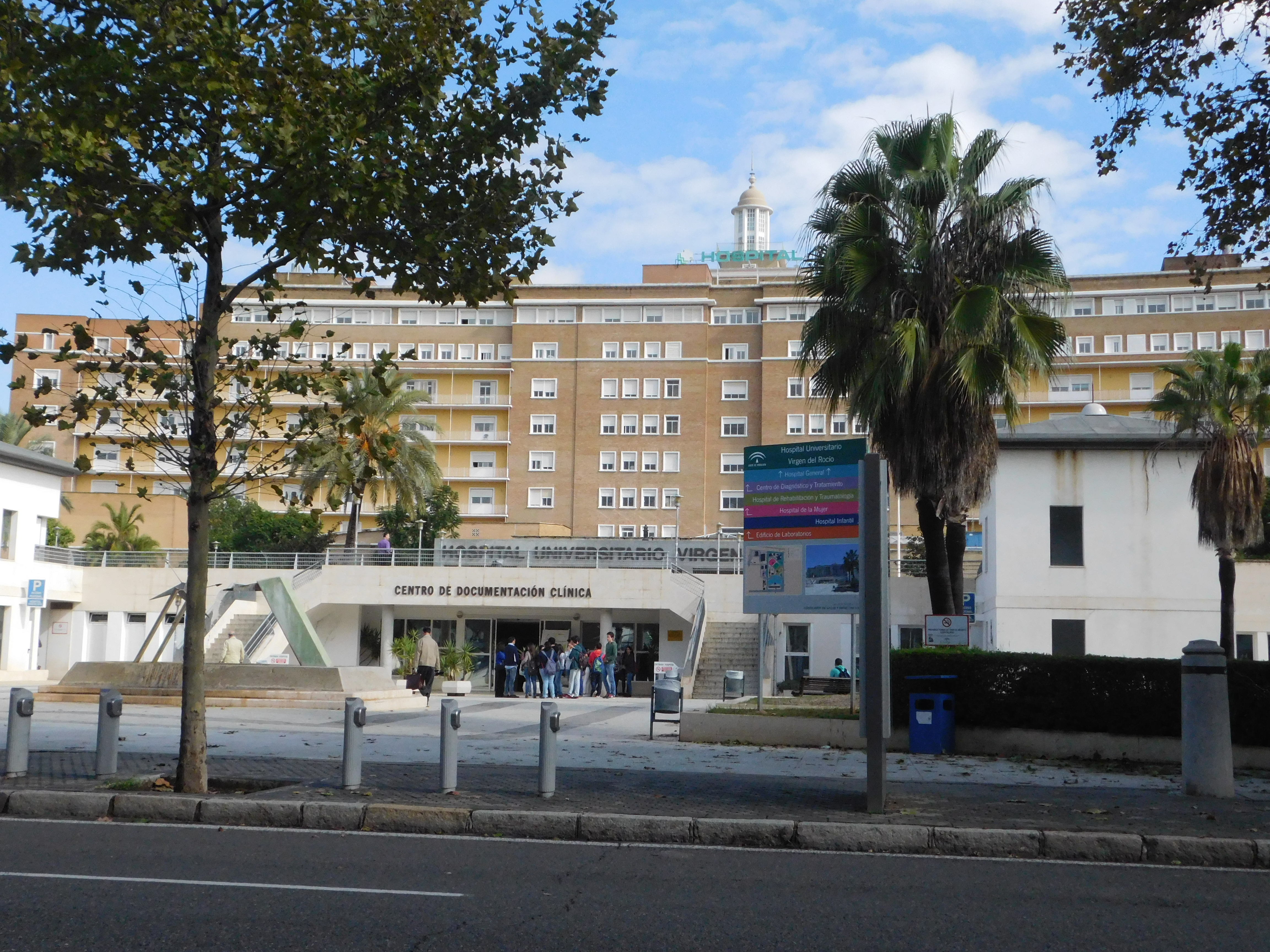
Huvudbyggnad.

Hospital Universitario Virgen del Rocío är ett av södra Spaniens  universitetssjukhus. Byggnaden finns i Sevilla (Andalusien). Det grundades 1955 och är idag känt som det andra sjukhuset i Spanien där de fick till en lyckad ansiktstransplantation.